# Grand Prix Singapuru 2008

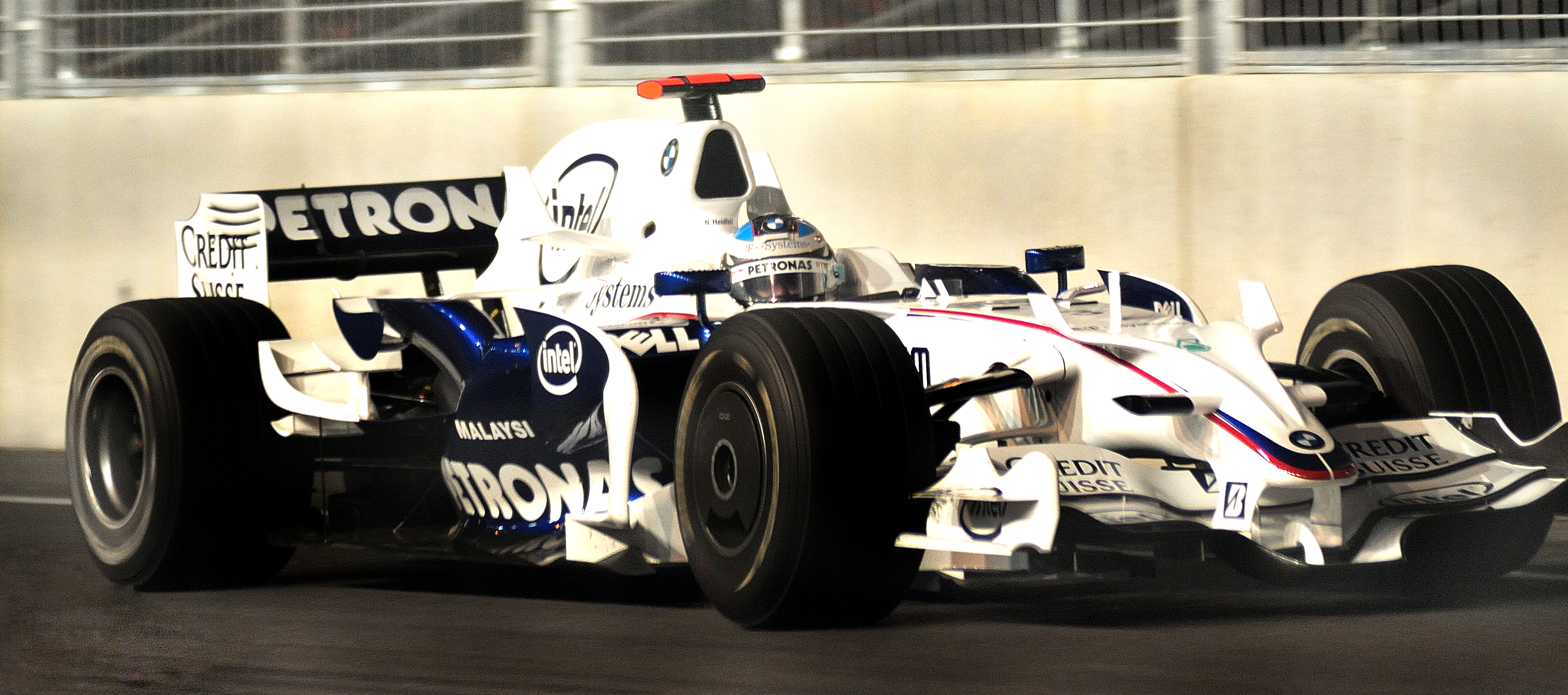
Nick Heidfeld podczas Grand Prix Singapuru 2008

Grand Prix Singapuru 2008 – piętnasta runda Mistrzostw Świata Formuły 1 w sezonie 2008.

## Lista startowa
| Nr | Kierowca             | Zespół                    | Samochód           | Silnik                    | Opony |
| -- | -------------------- | ------------------------- | ------------------ | ------------------------- | ----- |
| 1  | Kimi Räikkönen       | Scuderia Ferrari Marlboro | Ferrari F2008      | Ferrari 056 2,4l V8       | B     |
| 2  | Felipe Massa         | Scuderia Ferrari Marlboro | Ferrari F2008      | Ferrari 056 2,4l V8       | B     |
| 3  | Nick Heidfeld        | BMW Sauber F1 Team        | BMW F1.08          | BMW P86/8 2,4l V8         | B     |
| 4  | Robert Kubica        | BMW Sauber F1 Team        | BMW F1.08          | BMW P86/8 2,4l V8         | B     |
| 5  | Fernando Alonso      | ING Renault F1 Team       | Renault R28        | Renault RS27-2008 2,4l V8 | B     |
| 6  | Nelson Piquet Jr.    | ING Renault F1 Team       | Renault R28        | Renault RS27-2008 2,4l V8 | B     |
| 7  | Nico Rosberg         | AT&T Williams F1 Team     | Williams FW30      | Toyota RVX-08 2,4l V8     | B     |
| 8  | Kazuki Nakajima      | AT&T Williams F1 Team     | Williams FW30      | Toyota RVX-08 2,4l V8     | B     |
| 9  | David Coulthard      | Red Bull Racing           | Red Bull RB4       | Renault RS27-2008 2,4l V8 | B     |
| 10 | Mark Webber          | Red Bull Racing           | Red Bull RB4       | Renault RS27-2008 2,4l V8 | B     |
| 11 | Jarno Trulli         | Panasonic Toyota Racing   | Toyota TF108       | Toyota RVX-08 2,4l V8     | B     |
| 12 | Timo Glock           | Panasonic Toyota Racing   | Toyota TF108       | Toyota RVX-08 2,4l V8     | B     |
| 14 | Sébastien Bourdais   | Scuderia Toro Rosso       | Toro Rosso STR02B  | Ferrari 056 2,4l V8       | B     |
| 15 | Sebastian Vettel     | Scuderia Toro Rosso       | Toro Rosso STR02B  | Ferrari 056 2,4l V8       | B     |
| 16 | Jenson Button        | Honda Racing F1 Team      | Honda RA108        | Honda RA808E 2,4l V8      | B     |
| 17 | Rubens Barrichello   | Honda Racing F1 Team      | Honda RA108        | Honda RA808E 2,4l V8      | B     |
| 20 | Adrian Sutil         | Force India F1 Team       | Force India VJM-01 | Ferrari 056 2,4l V8       | B     |
| 21 | Giancarlo Fisichella | Force India F1 Team       | Force India VJM-01 | Ferrari 056 2,4l V8       | B     |
| 22 | Lewis Hamilton       | Vodafone McLaren Mercedes | McLaren MP4-23     | Mercedes FO108V 2,4l V8   | B     |
| 23 | Heikki Kovalainen    | Vodafone McLaren Mercedes | McLaren MP4-23     | Mercedes FO108V 2,4l V8   | B     |
| Nr | Kierowca             | Zespół                    | Samochód           | Silnik                    | Opony |

## Wyniki

### Sesje treningowe
| Sesja | Nr | Kierowca        | Konstruktor      | Czas     | Okr. |
| ----- | -- | --------------- | ---------------- | -------- | ---- |
| 1     | 22 | Lewis Hamilton  | McLaren-Mercedes | 1:45.518 | 20   |
| 2     | 5  | Fernando Alonso | Renault          | 1:45.654 | 30   |
| 3     | 5  | Fernando Alonso | Renault          | 1:44.506 | 19   |

### Kwalifikacje
| Poz. | Nr | Kierowca             | Konstruktor         | Q1       | Q2       | Q3       | Poz. s. |
| --- | --- | -------------------- | ------------------- | -------- | -------- | -------- | ------- |
| 1 | 2 | Felipe Massa         | Ferrari             | 1:44.519 | 1:44.014 | 1:44.801 | 1       |
| 2 | 22 | Lewis Hamilton       | McLaren-Mercedes    | 1:44.501 | 1:44.932 | 1:45.465 | 2       |
| 3 | 1 | Kimi Räikkönen       | Ferrari             | 1:44.282 | 1:44.232 | 1:45.617 | 3       |
| 4 | 4 | Robert Kubica        | BMW Sauber          | 1:44.740 | 1:44.519 | 1:45.779 | 4       |
| 5 | 23 | Heikki Kovalainen    | McLaren-Mercedes    | 1:44.311 | 1:44.207 | 1:45.873 | 5       |
| 6 | 3 | Nick Heidfeld        | BMW Sauber          | 1:45.548 | 1:44.520 | 1:45.964 | 9       |
| 7 | 15 | Sebastian Vettel     | Toro Rosso-Ferrari  | 1:45.042 | 1:44.261 | 1:46.244 | 6       |
| 8 | 12 | Timo Glock           | Toyota              | 1:45.184 | 1:44.441 | 1:46.328 | 7       |
| 9 | 7 | Nico Rosberg         | Williams-Toyota     | 1:45.103 | 1:44.429 | 1:46.611 | 8       |
| 10 | 8 | Kazuki Nakajima      | Williams-Toyota     | 1:45.127 | 1:44.826 | 1:47.547 | 10      |
| 11 | 11 | Jarno Trulli         | Toyota              | 1:45.642 | 1:45.038 |          | 11      |
| 12 | 16 | Jenson Button        | Honda               | 1:45.660 | 1:45.133 |          | 12      |
| 13 | 10 | Mark Webber          | Red Bull-Renault    | 1:45.493 | 1:45.212 |          | 13      |
| 14 | 9 | David Coulthard      | Red Bull-Renault    | 1:46.028 | 1:45.298 |          | 14      |
| 15 | 5 | Fernando Alonso      | Renault             | 1:44.971 | -        |          | 15      |
| 16 | 6 | Nelson Piquet Jr.    | Renault             | 1:46.037 |          |          | 16      |
| 17 | 14 | Sébastien Bourdais   | Toro Rosso-Ferrari  | 1:46.389 |          |          | 17      |
| 18 | 17 | Rubens Barrichello   | Honda               | 1:46.583 |          |          | 18      |
| 19 | 20 | Adrian Sutil         | Force India-Ferrari | 1:47.940 |          |          | 19      |
| 20 | 21 | Giancarlo Fisichella | Force India-Ferrari | -        |          |          | PIT     |
| Poz. | Nr | Kierowca             | Konstruktor         | Q1       | Q2       | Q3       | Poz. s. |
| \| Legenda \| Legenda \| \| ------------------------ \| ---------------------------------------------------------------------------------------------------------------------------------------------------------------------------------------------------------------------------------------------------------------- \| \| Poz. Nr Q1 Q2 Q3 Poz. s. \| Pozycja zajęta w sesji kwalifikacyjnej Numer startowy kierowcy Wynik uzyskany w pierwszej części kwalifikacji Wynik uzyskany w drugiej części kwalifikacji Wynik uzyskany w trzeciej części kwalifikacji Pozycja startowa po uwzględnięniu kar, przesunięć, itp. \| | |                      |                     |          |          |          |         |
| Legenda | |                      |                     |          |          |          |         |
| Poz. Nr Q1 Q2 Q3 Poz. s. | Pozycja zajęta w sesji kwalifikacyjnej Numer startowy kierowcy Wynik uzyskany w pierwszej części kwalifikacji Wynik uzyskany w drugiej części kwalifikacji Wynik uzyskany w trzeciej części kwalifikacji Pozycja startowa po uwzględnięniu kar, przesunięć, itp. |                      |                     |          |          |          |         |

### Wyścig

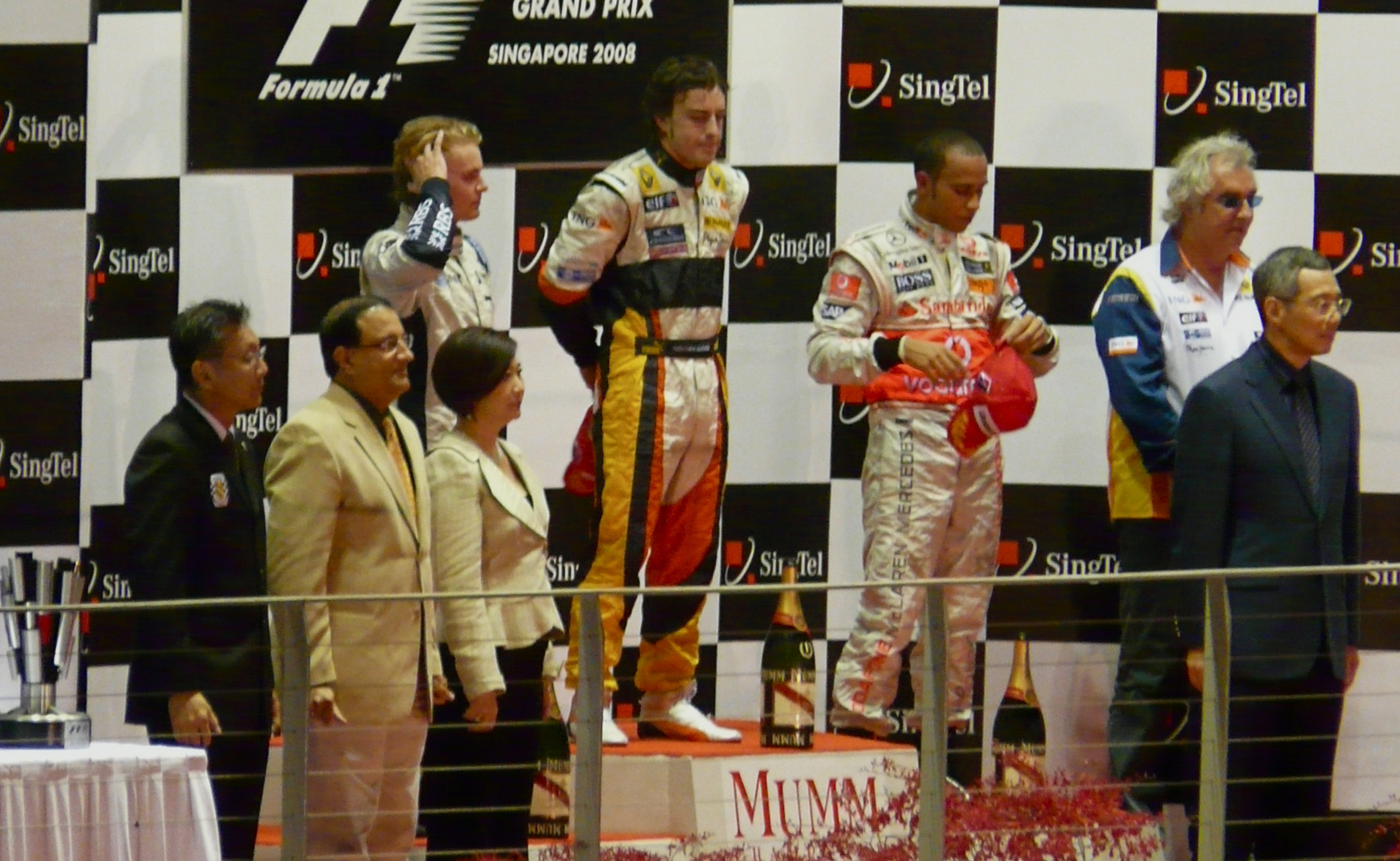
Nico Rosberg, Fernando Alonso i Lewis Hamilton podczas podium po wyścigu

| P                 | + / – | Nr | Kierowca             | Konstruktor         | Okr. | Czas / Strata              | Komentarz |
| ----------------- | ----- | -- | -------------------- | ------------------- | ---- | -------------------------- | --------- |
| 1                 | 14    | 5  | Fernando Alonso      | Renault             | 61   | 1h57:16.304                |           |
| 2                 | 6     | 7  | Nico Rosberg         | Williams-Toyota     | 61   | +0:02.957                  | [ 4 ]     |
| 3                 | 1     | 22 | Lewis Hamilton       | McLaren-Mercedes    | 61   | +0:05.917                  |           |
| 4                 | 3     | 12 | Timo Glock           | Toyota              | 61   | +0:08.155                  |           |
| 5                 | 1     | 15 | Sebastian Vettel     | Toro Rosso-Ferrari  | 61   | +0:10.268                  |           |
| 6                 | 3     | 3  | Nick Heidfeld        | BMW Sauber          | 61   | +0:11.101                  |           |
| 7                 | 7     | 9  | David Coulthard      | Red Bull-Renault    | 61   | +0:16.387                  |           |
| 8                 | 2     | 8  | Kazuki Nakajima      | Williams-Toyota     | 61   | +0:18.489                  |           |
| 9                 | 3     | 16 | Jenson Button        | Honda               | 61   | +0:19.885                  |           |
| 10                | 5     | 23 | Heikki Kovalainen    | McLaren-Mercedes    | 61   | +0:26.902                  |           |
| 11                | 7     | 4  | Robert Kubica        | BMW Sauber          | 61   | +0:27.975                  | [ 4 ]     |
| 12                | 5     | 14 | Sébastien Bourdais   | Toro Rosso-Ferrari  | 61   | +0:29.432                  |           |
| 13                | 12    | 2  | Felipe Massa         | Ferrari             | 61   | +0:35.170                  | [ 5 ]     |
| 14                | 6     | 21 | Giancarlo Fisichella | Force India-Ferrari | 61   | +0:43.571                  |           |
| 15                | 12    | 1  | Kimi Räikkönen       | Ferrari             | 57   | wypadek                    |           |
| Niesklasyfikowani |       |    |                      |                     |      |                            |           |
|                   |       | 11 | Jarno Trulli         | Toyota              | 50   | hydraulika                 |           |
|                   |       | 20 | Adrian Sutil         | Force India-Ferrari | 49   | wypadek                    |           |
|                   |       | 10 | Mark Webber          | Red Bull-Renault    | 29   | układ przeniesienia napędu |           |
|                   |       | 17 | Rubens Barrichello   | Honda               | 14   | elektryka                  |           |
|                   |       | 6  | Nelson Piquet Jr.    | Renault             | 13   | wypadek                    |           |
| P                 | + / – | Nr | Kierowca             | Konstruktor         | Okr. | Czas / Strata              | Komentarz |

### Najszybsze okrążenie
| Nr | Kierowca       | Konstruktor | Czas     | Okr. |
| -- | -------------- | ----------- | -------- | ---- |
| 1  | Kimi Räikkönen | Ferrari     | 1:45.599 | 14   |

## Prowadzenie w wyścigu
| Nr                              | Kierowca        | Okrążenia | Suma |
| ------------------------------- | --------------- | --------- | ---- |
| 5                               | Fernando Alonso | 34-61     | 28   |
| 2                               | Felipe Massa    | 1-17      | 17   |
| 7                               | Nico Rosberg    | 18-28     | 11   |
| 11                              | Jarno Trulli    | 29-33     | 5    |
| \| Wykres \| \| ------ \| \| \| |                 |           |      |
| Wykres                          |                 |           |      |
|                                 |                 |           |      |

## Klasyfikacja po wyścigu

### Kierowcy
| P  | +/− | Kierowca             | Starty | Punkty | P1 | P2 | P3 | PP | NO | NS |
| -- | --- | -------------------- | ------ | ------ | -- | -- | -- | -- | -- | -- |
| 1  | 0   | Lewis Hamilton       | 15     | 84     | 4  | 2  | 3  | 5  | -  | 1  |
| 2  | 0   | Felipe Massa         | 15     | 77     | 5  | 1  | 2  | 5  | 1  | 2  |
| 3  | 0   | Robert Kubica        | 15     | 64     | 1  | 2  | 3  | 1  | -  | 2  |
| 4  | 0   | Kimi Räikkönen       | 15     | 57     | 2  | 2  | 2  | 2  | 10 | 2  |
| 5  | 0   | Nick Heidfeld        | 15     | 56     | -  | 4  | -  | -  | 2  | -  |
| 6  | 0   | Heikki Kovalainen    | 15     | 51     | 1  | 1  | 1  | 1  | 2  | 1  |
| 7  | 0   | Fernando Alonso      | 15     | 38     | 1  | -  | -  | -  | -  | 3  |
| 8  | +1  | Sebastian Vettel     | 15     | 27     | 1  | -  | -  | 1  | -  | 6  |
| 9  | −1  | Jarno Trulli         | 15     | 26     | -  | -  | 1  | -  | -  | 2  |
| 10 | +1  | Timo Glock           | 15     | 20     | -  | 1  | -  | -  | -  | 3  |
| 11 | −1  | Mark Webber          | 15     | 20     | -  | -  | -  | -  | -  | 3  |
| 12 | +2  | Nico Rosberg         | 15     | 17     | -  | 1  | 1  | -  | -  | 2  |
| 13 | −1  | Nelson Piquet Jr.    | 15     | 13     | -  | 1  | -  | -  | -  | 8  |
| 14 | −1  | Rubens Barrichello   | 15     | 11     | -  | -  | 1  | -  | -  | 5  |
| 15 | 0   | Kazuki Nakajima      | 15     | 9      | -  | -  | -  | -  | -  | 2  |
| 16 | 0   | David Coulthard      | 15     | 8      | -  | -  | 1  | -  | -  | 3  |
| 17 | 0   | Sébastien Bourdais   | 15     | 4      | -  | -  | -  | -  | -  | 4  |
| 18 | 0   | Jenson Button        | 15     | 3      | -  | -  | -  | -  | -  | 4  |
| 19 | 0   | Giancarlo Fisichella | 15     | -      | -  | -  | -  | -  | -  | 6  |
| 20 | 0   | Adrian Sutil         | 15     | -      | -  | -  | -  | -  | -  | 9  |
| 21 | 0   | Takuma Satō          | 4      | -      | -  | -  | -  | -  | -  | 1  |
| 22 | 0   | Anthony Davidson     | 4      | -      | -  | -  | -  | -  | -  | 2  |
| P  | +/− | Kierowca             | Starty | Punkty | P1 | P2 | P3 | PP | NO | NS |

### Konstruktorzy
| P  | +/− | Konstruktor         | Starty | Punkty | P1 | P2 | P3 | PP | NO | NS |
| -- | --- | ------------------- | ------ | ------ | -- | -- | -- | -- | -- | -- |
| 1  | +1  | McLaren-Mercedes    | 30     | 135    | 5  | 3  | 4  | 6  | 2  | 2  |
| 2  | −1  | Ferrari             | 30     | 134    | 7  | 3  | 4  | 7  | 11 | 4  |
| 3  | 0   | BMW Sauber          | 30     | 120    | 1  | 6  | 3  | 1  | 2  | 2  |
| 4  | +1  | Renault             | 30     | 51     | 1  | 1  | -  | -  | -  | 11 |
| 5  | −1  | Toyota F1           | 30     | 46     | -  | 1  | 1  | -  | -  | 5  |
| 6  | 0   | Toro Rosso-Ferrari  | 30     | 31     | 1  | -  | -  | 1  | -  | 10 |
| 7  | 0   | Red Bull-Renault    | 30     | 28     | -  | -  | 1  | -  | -  | 6  |
| 8  | 0   | Williams-Toyota     | 30     | 26     | -  | 1  | 1  | -  | -  | 4  |
| 9  | 0   | Honda               | 30     | 14     | -  | -  | 1  | -  | -  | 9  |
| 10 | 0   | Force India-Ferrari | 30     | -      | -  | -  | -  | -  | -  | 15 |
| 11 | 0   | Super Aguri-Honda   | 8      | -      | -  | -  | -  | -  | -  | 3  |
| P  | +/− | Konstruktor         | Starty | Punkty | P1 | P2 | P3 | PP | NO | NS |